# Mångfläckig småharkrank
Mångfläckig småharkrank (Limnophila schranki) är en tvåvingeart som beskrevs av Oosterbroek 1992. Mångfläckig småharkrank ingår i släktet Limnophila och familjen småharkrankar. Arten är reproducerande i Sverige. Inga underarter finns listade i Catalogue of Life.

## Bildgalleri

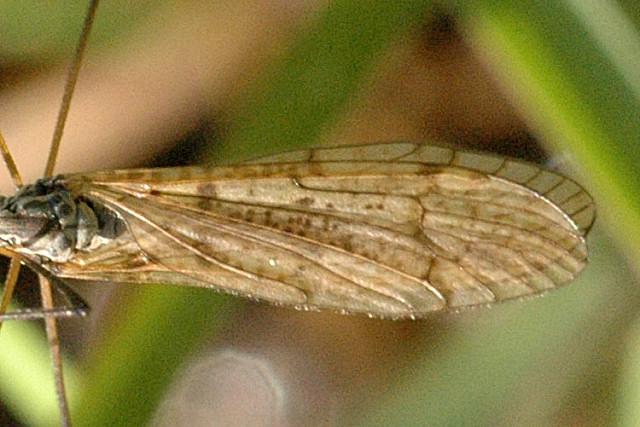